# Abdij van Arnstein
De Abdij van Arnstein ligt aan de Lahn in Rijnland-Palts, ten noorden van Obernhof in de omgeving van Nassau. 

## Geschiedenis
In 1052 wordt voor het eerst een Burcht Arnstein aan der Lahn als bezit van de graven van Arnstein genoemd. 
In 1139 vormde de laatste graaf zijn domein om in een premonstratenzerabdij en trad zelf ook in het klooster. In 1145 bevestigde Koenraad III van het Heilige Roomse Rijk de rijksvrijheid van de abdij. 
Nadat de vorsten van Nassau tot het protestantisme overgingen, stelde de abdij zich onder de bescherming van het keurvorstendom Trier. In paragraaf 12 van de Reichsdeputationshauptschluss van 25 februari 1803 wordt de abdij geseculariseerd en aan het vorstendom Nassau-Weilburg toegewezen. Sinds 1919 is de abdij weer ingenomen door de Picpus-paters, in Duitsland meestal Arnsteiner Patres genoemd.

## Foto's

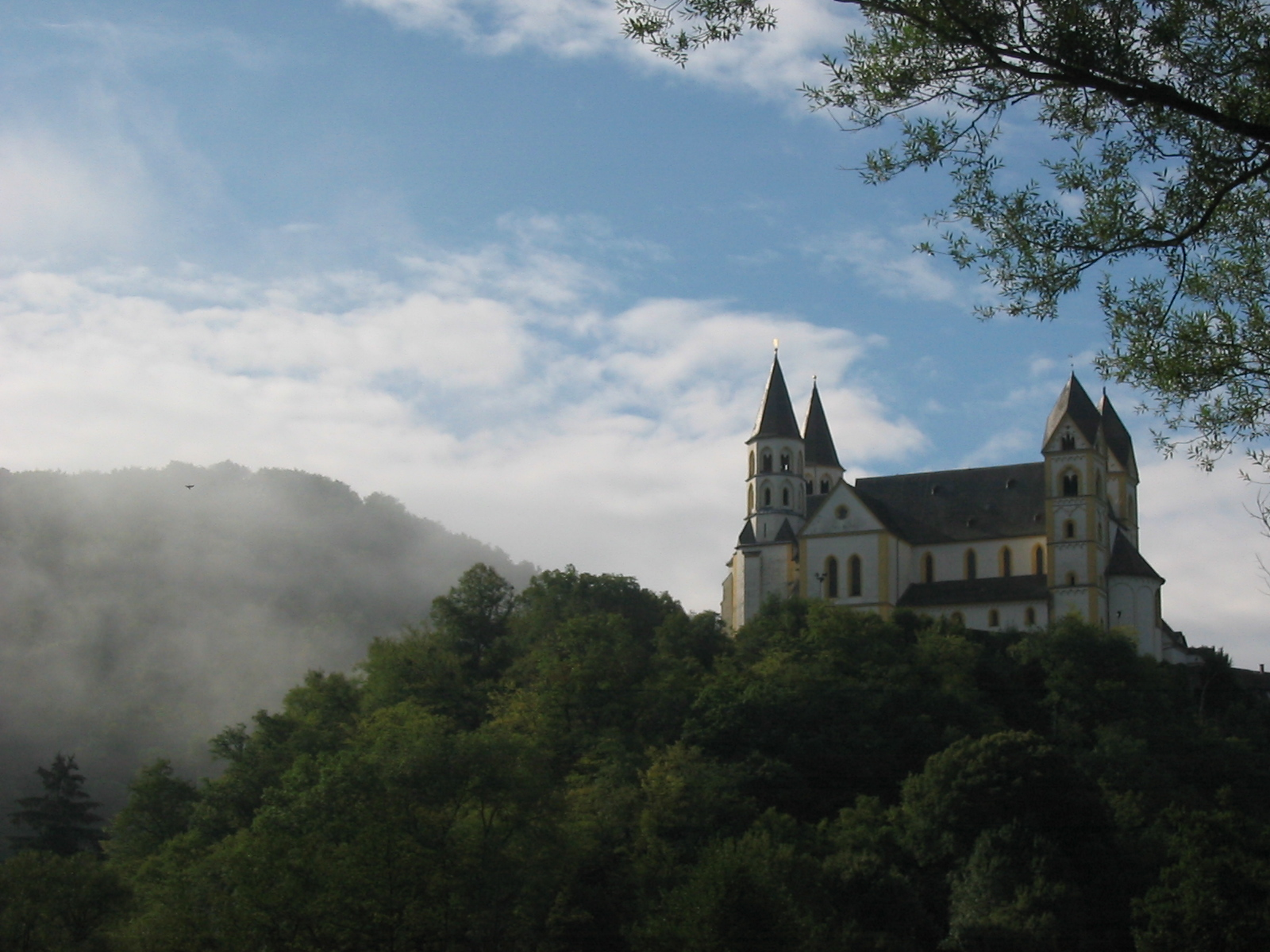
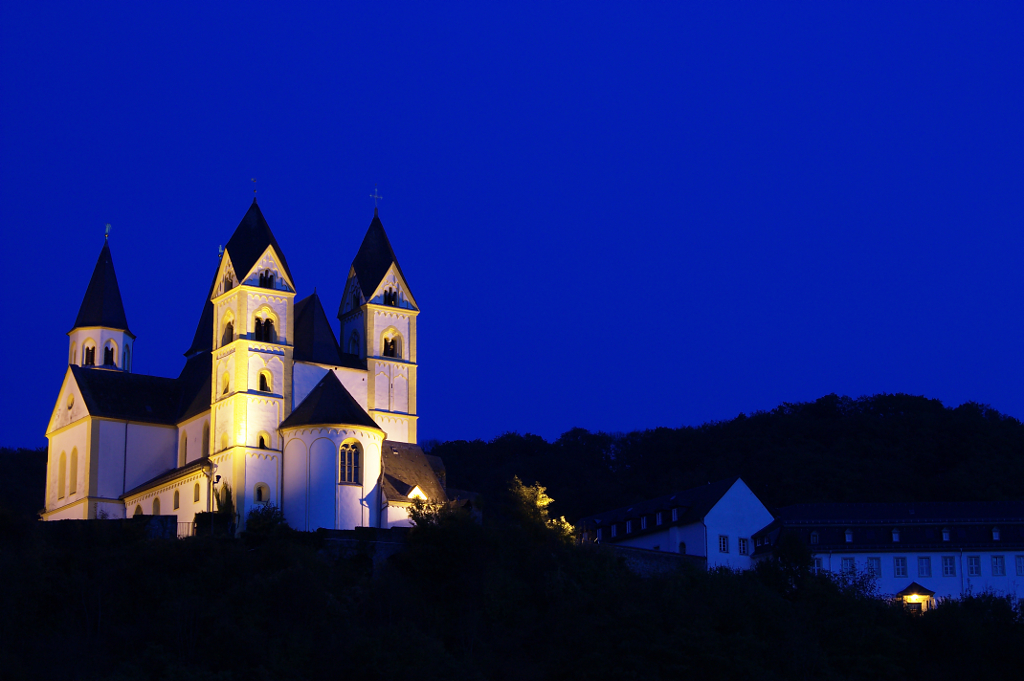
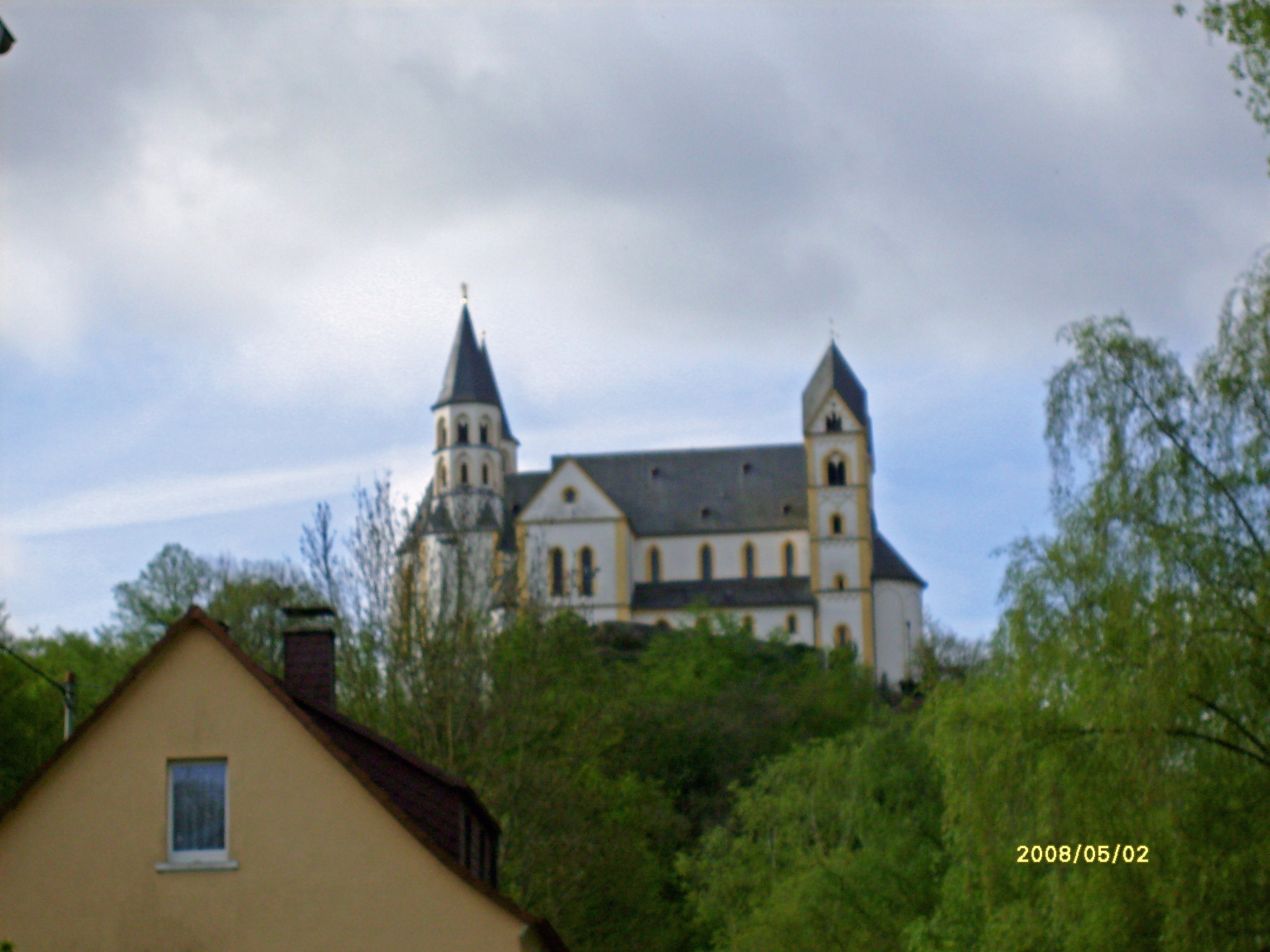